# Alfredo Rodríguez Mitoma
Manuel Alfredo Rodríguez Mitoma (* 11. April 1964 in Guadalajara, Jalisco) ist ein ehemaliger mexikanischer Fußballspieler, der vorwiegend im Mittelfeld agierte.

## Laufbahn
Rodríguez wurde im Nachwuchsbereich des Club Deportivo Guadalajara ausgebildet und kam für die erste Mannschaft erstmals am 24. August 1986 in einem Heimspiel der höchsten mexikanischen Spielklasse gegen die UANL Tigres (1:1) zum Einsatz.
Durch seine insgesamt drei Einsätze in der ersten Mannschaft gehört Rodríguez zum Kader der 9. Meistermannschaft des CD Guadalajara. Ansonsten blieb ihm während seiner gesamten fußballerischen Laufbahn der Sprung in die höchste Spielklasse verschlossen. So spielte er während der 1980er-Jahre vorwiegend für das Farmteam Club Deportivo Tapatío, für das er seinen ersten Treffer in der seinerzeit noch zweitklassigen Segunda División am 13. Dezember 1987 in einem Heimspiel gegen den Club Deportivo Chetumal erzielte, das 2:1 gewonnen wurde.
In den späten 1980er- und frühen 1990er-Jahren war Rodríguez auf Leihbasis für den zu jener Zeit ebenfalls in der zweiten Liga spielenden Club Deportivo Tepic im Einsatz.

## Erfolge
- Mexikanischer Meister: 1986/87